# NGC 1784
NGC 1784 (również PGC 16716) – galaktyka spiralna z poprzeczką (SBc), znajdująca się w gwiazdozbiorze Zająca. Odkrył ją John Herschel 11 grudnia 1836 roku.